# Hanne Hagary
Hanne Hagary (27 januari 1989) is een Nederlands voetballer. Hij is opgeleid bij Feyenoord maar speelde in zijn jeugd ook voor XerxesDZB Rotterdam. In het seizoen 2008-2009 werd Hagary uitgeleend aan Excelsior. In de zomer van 2010 tekende hij een contract bij Almere City FC, het eerdere FC Omniworld. Het seizoen 2011/2012 begon hij bij FC Lisse. Vanaf het seizoen 2014/15 komt Hagary uit voor Topklasser IJsselmeervogels. In het seizoen 2017/18 keerde hij terug bij Lisse. In 2018 ging hij voor JOS Watergraafsmeer spelen.
Hagary speelde in de onder-15, onder-16 en onder-17-teams van het Nederlands elftal.

## Clubstatistieken
| Jaar      | Club         | Duels | Goals | Competitie     |
| 2008/2009 | Excelsior    | 14    | 1     | Eerste divisie |
| 2009/2010 | Feyenoord    | 0     | 0     | Eredivisie     |
| 2010/2011 | FC Omniworld | 16    | 2     | Eerste divisie |
| Totaal    | Totaal       | 30    | 3     |                |

- Laatst bijgewerkt: 1 april 2011